# Rašeliniště Radlice
Rašeliniště Radlice este o arie protejată (arie specială de conservare — SAC, sit de importanță comunitară — SCI) din Republica Cehă întinsă pe o suprafață de 3,88 ha, integral pe uscat.

## Localizare
Centrul sitului Rašeliniště Radlice este situat la coordonatele 49°07′55″N 15°19′00″E / 49.131944°N 15.316667°E.

## Înființare
Situl Rašeliniště Radlice a fost declarat sit de importanță comunitară în aprilie 2005 pentru a proteja 2 specii de animale. Situl a fost protejat și ca arie specială de conservare în iulie 2012.

## Biodiversitate
Situată în ecoregiunea continentală, aria protejată nu include niciun habitat protejat.
La baza desemnării sitului se află mai multe specii protejate:
- amfibieni (1): triton cu creastă (Triturus cristatus)
- nevertebrate (1): libelule (Leucorrhinia pectoralis)